# Stade Alphonse Theis
Stade Alphonse Theis – stadion piłkarski położony w południowej części Luksemburga, w miejscowości Hesperange. Aktualna siedziba klubu Swift Hesperange. Stadion ma pojemność 4 100 osób.